# Петунидин
Петунидин, как европинидин и мальвидин, это производное дельфинидина и относится к виду О-метилированного антоцинидина с гидроксильной группировкой в положении 3. Это природное органическое соединение, водный раствор которого окрашен в темно-красный или фиолетовый цвет. Этот пигмент обнаружен во многих красных ягодах, в том числе и в черноплодной рябине (Aronia sp), в ягодах ирги (Amelanchier alnifolia), в различных видах винограда (например в Vitis vinifera, или мускатный виноград, Vitis rotundifolia), а также часть пигментов, которые придают окраску лепесткам многих цветков. Пигмент придает помидорам сорта Индиго Роуз фиолетовую окраску, которая проявляется при воздействии на плоды солнечного света.Само наименование молекулы происходит от слова петуния.

## Биосинтез
Петунидин формируется в экзокарпе плодов из дельфинидина, путем его превращения в О-метилтрансферазу (катехол-О-метилтрансферазу), флавоноид антоцианового ряда, В-кольцо которого подвергают метилированию в присутствии катализатора, и S-Аденозил-L-метил-3H метионин выступает в реакции в качестве донора метильной группы.

## Нахождение
| Пищевой источник | Петунидин, Мг/100 г |
| ---------------- | ------------------- |
| Черные бобы      | 9.57                |
| Черника          | 51.01               |
| Черная смородина | 3.87                |
| Голубика         | 26.42               |
| Вигна            | 27.82               |
| Красный виноград | 2.11                |
| Красное вино     | 0,93                |

## Биологическая активность
Петунидин является мощным антиоксидантом и обладает потенциалом для борьбы с раковыми клетками, а также снижает риск сердечного приступа.

## Применение
Петунидин применяют в качестве E165f, E163 добавок, относящихся к антоцианам и добавок других номеров пищевых красителей E-списка.